# هوراس غلوفر
هوراس غلوفر (بالإنجليزية: Horace Glover)‏ (1 يناير 1883 في المملكة المتحدة - 28 يناير 1967 بونشستر في المملكة المتحدة) هو لاعب كرة قدم بريطاني (وحمل سابقاً جنسية المملكة المتحدة لبريطانيا العظمى وأيرلندا) في مركز الدفاع. لعب مع نادي بورنموث ونادي ساوثهامبتون ووست هام يونايتد وهاستينغز يونايتد.